# Алтай, Халифа
Хали́фа Алта́й Гакибулы (25 декабря 1917 — 15 августа 2003) — казахский писатель и антрополог, тюрколог, теолог, писатель и переводчик.

## Биография
Родился 25 декабря 1917 года на западе Китая, в провинции Синьцзян – в местности Жаранты, у озера Булгын Шынгильского района округа Алтай. Происходит из рода жантекей племени керей.
Покинул Китай в ходе бегства казахов из Синьцзяна, позднее писал о миграции и о казахской культуре. С 1954 года жил в Турции, возглавлял там казахскую диаспору, а затем переехал в Казахстан.
Приехавший из Турции обладатель премии «Алаш» Халифа Алтай, по прилёте в Казахстан, оценил Курултай, как «событие, которое золотыми буквами будет вписано в историю казахского народа». Он сказал: «Где бы и при каких обстоятельствах мы ни находились, в мыслях мы всегда были вместе с Родиной. Теперь будущие поколения несут ответственность за укрепление и развитие независимого Казахстана. Для этого необходимо пробуждение национальной гордости, объединение народа».
У него была заветная мечта построить мечеть в Алма-Ате. По представлениям Халифы Алтая настоящая мусульманская мечеть должна быть не только местом для совершения ритуалов, но прежде всего центром культуры.
Умер 15 августа 2003 года в Алма-Ате. Похоронен 17 августа 2003 года в Алма-Ате.

## Работы
- Halife Altay, Anayurttan Anadoluʹya, Ankara: Kültür Bakanlığı (1981)  (тур.)
- Halife Altay, Kazak Türklerine aid şecere, Istanbul (1997)  (тур.)